# Descens de la pressió de vapor

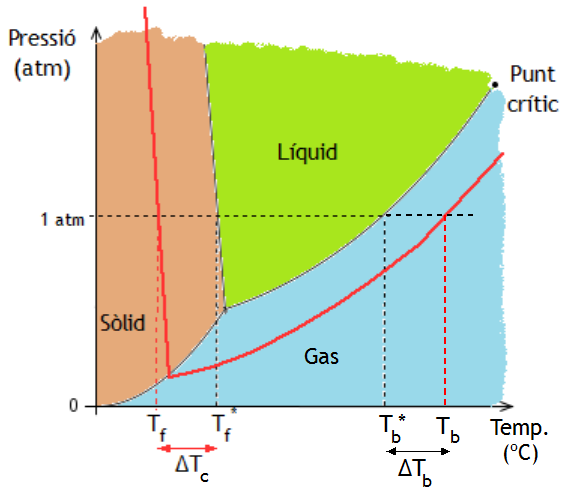
Diagrama de fases de l'aigua en negre i d'una dissolució aquosa amb vermell

S'anomena descens de la pressió de vapor a la disminució de la pressió de vapor que experimenta un dissolvent quan s'hi dissolen soluts no volàtils respecte a la pressió de vapor en estat pur.
El fenomen del descens de la pressió de vapor d'un dissolvent és una propietat col·ligativa. Per a les dissolucions ideals i diluïdes ideals el descens de la pressió de vapor és proporcional a la fracció molar del solut.
Si la dissolució és suficientment diluïda, el dissolvent obeirà la llei de Raoult (la pressió de vapor del dissolvent a la dissolució, p1, és igual a la fracció molar del dissolvent, x1, per la pressió de vapor del dissolvent pur, P1*),
i la diferència de la seva pressió de vapor, p1, amb la pressió de vapor del dissolvent pur, P1*, serà:
on x₂ és la fracció molar del solut.
Aquest descens de la pressió de vapor pot representar-se en un diagrama de fases de l'aigua com el de la figura adjunta. Les línies en negre separen les diferents fases de l'aigua pura (sòlid, líquid i gas). Les línies en vermell separen la dissolució aquosa de l'aigua sòlida pura (gel). La disminució de la pressió de vapor desplaça la línia líquid-gas per avall i la línia sòlid-líquid cap a l'esquerra. A la figura s'observa que aquest fet produeix un descens crioscòpic, ∆Tc, (descens del punt de congelació) i un augment ebullioscòpic, ∆Tb, (augment del punt d'ebullició).
El descens de la pressió de vapor es pot observar en fenòmens quotidians, com ara el temps necessari per eixugar roba banyada amb aigua de la mar. L'aigua de la mar degut a la seva elevada concentració en sals té un descens de la pressió de vapor considerable, per la qual cosa la seva evaporació és més lenta que la de l'aigua pura. A mesura que l'aigua s'evapora, la dissolució que queda banyant la roba és més concentrada, i això fa que cada vegada sigui més lenta l'evaporació de l'aigua que queda. També s'observa en les gotes que poden caure damunt una taula d'una beguda. Si són d'una beguda amb una elevada concentració de sucre i altres additius necessitarà més temps per evaporar-se que si la gota és d'aigua mineral. La suor també s'evapora lentament perquè és una dissolució concentrada.

## Història
Des de temps enrere era conegut que l'aigua que contenia substàncies no volàtils dissoltes bullia a una temperatura més alta que l'aigua pura. És l'anomenat augment ebullioscòpic. Les primeres investigacions sobre aquest fenomen les dugueren a terme Michael Faraday, el 1822, Griffiths, el 1824, i Legrand, el 1836; però no aconseguiren cap llei general que relacionàs l'augment ebullioscòpic amb el descens de la pressió de vapor, i aquesta amb la concentració de les substàncies dissoltes.
Posteriorment el químic francès Joseph-Louis Gay-Lussac i l'anglès James Prinsep, independentment, canviaren el mètode d'investigació mesurant pressions en lloc de temperatures que és el que havien fet fins aquest moment. Gay-Lussac fou el primer que aconseguí mesurar la magnitud del descens de la pressió de vapor d'una dissolució aquosa de sal i Prinsep demostrà que aquesta disminució es manté per a totes les temperatures.
El 1848 el químic alemany Lambert Heinrich von Babo descobrí que el descens relatiu de la pressió de vapor de l'aigua en una dissolució {\displaystyle {\Delta p}/{P_{1}^{*}}} és independent de la temperatura. Adolf Wüllner, el 1858, descobrí que la disminució de la pressió de vapor de l'aigua és proporcional a la quantitat de les sals dissoltes. Però l'avanç més significatiu es deu al químic francès François Marie Raoult quan publicà les seves investigacions el 1887 sobre la disminució de la pressió de vapor dels dissolvents més emprats (aigua, cloroform, tetraclorur de carboni, benzè, acetona, etc.) i enuncià una llei general (llei de Raoult).
Jacobus Henricus van 't Hoff realitzà un estudi sistemàtic de les propietats col·ligatives de les dissolucions que publicà el 1885. En aquest treball observà que un extens grup de dissolucions no obeïen les lleis simples que havia descobert Raoult, ni tan sols a altes dilucions. Aquestes anomalies, que eren excepcionalment elevades en el cas de molts d'electròlits, conduïren a Van 't Hoff a introduir l'anomenat factor de Van 't Hoff, un factor empíric que intenta corregir l'equació de Raoult per poder-la aplicar a electròlits.

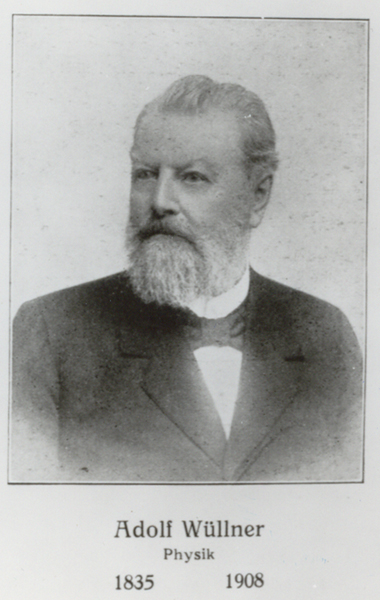
Adolf Wüllner
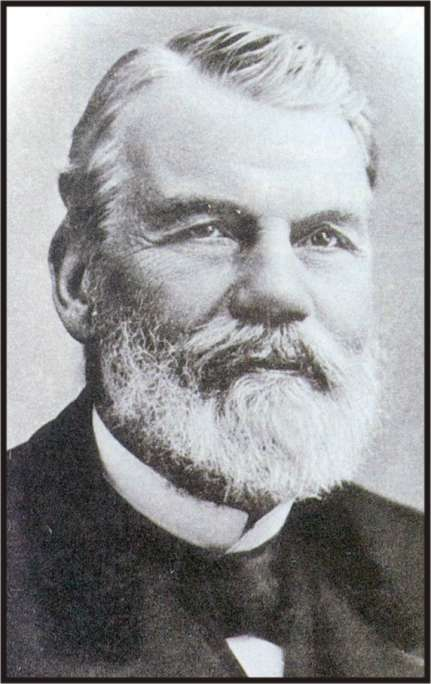
François Marie Raoult
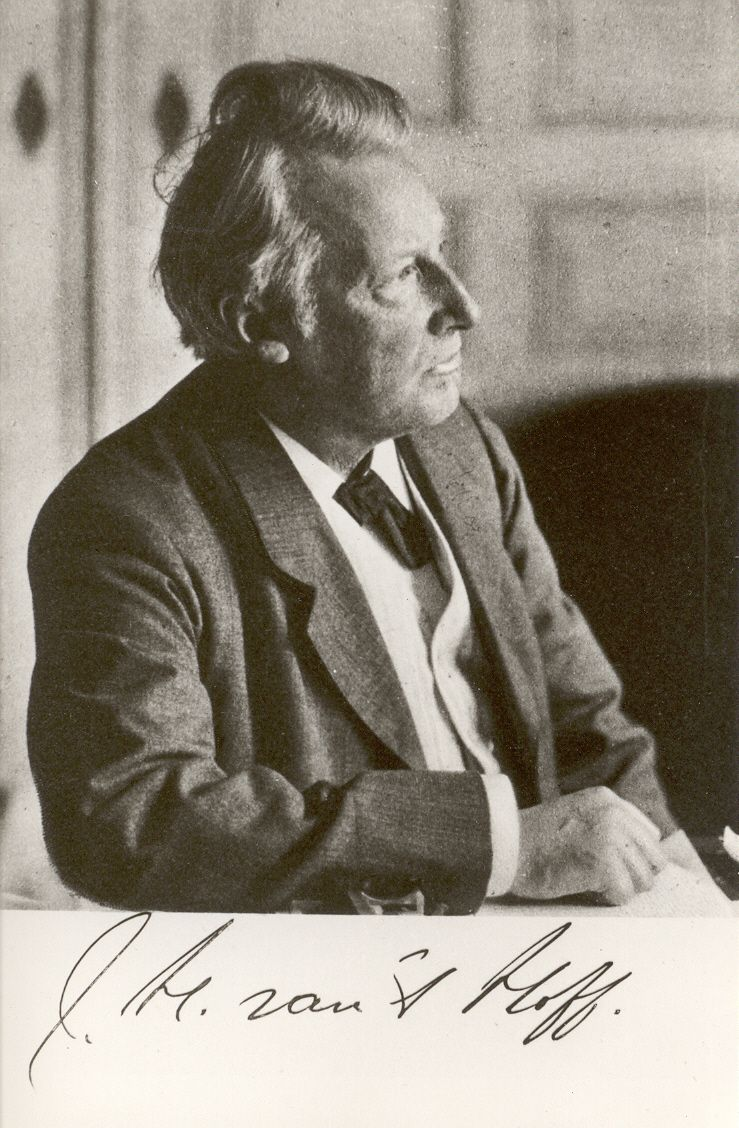
Jacobus Henricus van 't Hoff

## Causes

### Explicació termodinàmica a partir de l'entropia
El descens de la pressió de vapor hom pot explicar-la fàcilment a partir de la variació d'entropia que es produeix durant l'evaporació. L'entropia és una mesura del desordre d'un sistema. Així, un líquid pur està més ordenat que un vapor pur, i aquest té més entropia (més desordre). La causa del desordre és que les partícules (molècules, àtoms o ions) d'un vapor es moguen a grans velocitats de manera caòtica. Per contra, en un líquid les partícules estan en moviment més lent, no tan caòtic. Una dissolució líquida té més desordre que un líquid pur, ja que a la dissolució, a més de les partícules del dissolvent en moviment, també hi ha les partícules del solut en moviment, la qual cosa fa que el sistema sigui més desordenat. Hom pot ordenar els sistemes de més a menys entropia:
La variació d'entropia que es produeix durant un canvi d'estat, evaporació aquí, ve acompanyat d'una variació d'entropia (diferència d'entropia entre els estats final i inicial). En el cas d'un dissolvent pur la variació correspon a la diferència d'entropia entre el dissolvent vapor i el dissolvent líquid, {\displaystyle \Delta S_{e}^{*}=S_{v}^{*}-S_{l}^{*}}, i en el cas d'una dissolució la variació d'entropia és la diferència entre l'entropia del dissolvent vapor i de la dissolució, {\displaystyle \Delta S_{e}=S_{v}^{*}-S_{dis}}. Aquesta última és inferior a la primera perquè la dissolució té més entropia que el dissolvent líquid. Per tant:
Per això la tendència a evaporar-se és menor en una dissolució que en un dissolvent pur, perquè la variació d'entropia que implica és menor.

### Explicació termodinàmica a partir dels potencials químics

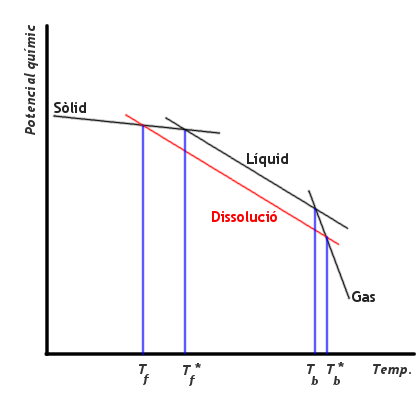
Variació del potencial químic amb la temperatura

Hom pot observar la figura del costat on es representa el potencial químic de l'aigua en els tres estats (sòlid, líquid i gas) en funció de la temperatura, a pressió constant (rectes negres). El pendent de cadascuna d'aquestes rectes és igual a l'entropia molar de l'aigua a cada temperatura. Per això les rectes presenten pendents creixents en passar de sòlid a gas, com correspon a l'augment molar d'entropia en el mateix sentit (un gas té més desordre que un líquid i aquest més que un sòlid, per la qual cosa el gas té més entropia que el líquid, i aquest més que el sòlid). També es representa el potencial químic d'una dissolució (en vermell) que és inferior al potencial químic de l'aigua pura líquida. Com que el solut no és volàtil només hi ha dissolvent pur en la fase de vapor i la recta és la mateixa. Igualment quan la dissolució solidifica també se separa una fase sòlida, en la qual el dissolvent està en estat pur, i per això la recta serà la mateixa.
El potencial químic del dissolvent a una temperatura qualsevol és:
que és inferior al potencial químic del dissolvent en estat pur, ja que la seva fracció molar, x1, és menor que 1 i, per tant, el seu logaritme és negatiu. La diferència de potencial químic representat a la figura és:
Com hom veu els punts on s'igualen els potencials químics de la dissolució amb el sòlid i amb el gas s'han desplaçat, el primer cap a l'esquerra i el segon cap a la dreta. Això dona lloc al descens crioscòpic a l'esquerra i a l'augment ebullioscòpic a la dreta. Hom observa clarament que el primer és major que el segon.

### Explicació mecànica

Moviment de les partícules de dissolvent (blau) i solut (vermell) en una dissolució

El fenomen del descens de la pressió de vapor pot explicar-se a partir de la teoria cinèticomolecular considerant el mecanisme cinètic de l'evaporació. A cada temperatura, les molècules d'un líquid tenen una certa tendència a fugir cap a l'estat gasós, ja que es troben en moviment i una part de les molècules tenen l'energia cinètica suficient per poder rompre les unions amb la resta de molècules. La probabilitat de sortida de les molècules per unitat de superfície (superfície de separació líquid-vapor) determina la pressió de vapor en equilibri amb el líquid.
En una dissolució s'han substituït part de les molècules de dissolvent per molècules de solut, i part d'aquesta substitució es localitza a la superfície. Així la facilitat de les molècules del dissolvent per fugir cap a l'estat vapor es veu disminuïda en la mateixa proporció en què estiguin substituïdes per molècules de solut, ja que les molècules de solut impedeixen la sortida de molècules de dissolvent. Si, per exemple, un 3% de les molècules de la dissolució i, per tant, de la seva superfície, són molècules de solut, la pressió de vapor del dissolvent es veurà necessàriament disminuïda en un 3%, això és, valdrà només un 97% del seu valor quan només era dissolvent pur.
D'aquesta manera s'explica la situació quan les molècules de solut són poques respecte a les del dissolvent (dissolucions diluïdes) i les forces d'interacció, entre molècules de dissolvent i solut, són semblants. Si les forces d'interacció són diferents es produeixen desviacions respecte de la llei de Raoult. En cas que les forces d'interacció dissolvent-solut siguin majors que les forces dissolvent-dissolvent i solut-solut, s'obtendran pressions de vapor menors que les obtingudes mitjançant la llei de Raoult, que és la situació més habitual. Tanmateix si les forces d'atracció dissolvent-solut són menors que les forces dissolvent-dissolvent i solut-solut s'obtendran pressions de vapor majors que les que dona la llei de Raoult.
Aquesta explicació ha estat criticada i alguns autors consideren que no s'ajusta a la realitat encara que apareix a molts de llibres elementals de química.

## Equacions

### Dissolucions diluïdes d'electròlits
Jacobus Henricus van 't Hoff descobrí que els descensos de la pressió de vapor, i de les altres propietats col·ligatives, eren excepcionalment elevats en el cas de molts d'electròlits i no complien les lleis obtingudes per a dissolucions de no electròlits. Per això introduí l'anomenat Factor de van't Hoff, un factor empíric simbolitzat per i i definit com el quocient entre el valor experimental de la propietat col·ligativa mitjana i el valor teòric que es dedueix amb les equacions per a dissolucions de no electròlits:
I l'equació dels descens de la pressió de vapor per a electròlits queda:
El factor i fou explicat pel químic suec Svante August Arrhenius quan desenvolupà entre 1883 i 1887 la teoria de la dissociació electrolítica, segons la qual les molècules dels electròlits es dissocien en major o menor extensió en ions carregats elèctricament, capaços de transportar el corrent elèctric, i existint un equilibri entre les molècules no dissociades i els ions.
En dissolució hi ha més partícules que les que s'han dissolt, ja que aquestes es rompen, es dissocien, en parts més petites. El descens de la pressió de vapor, com les altres propietats col·ligatives, depèn del nombre total de partícules en dissolució, de manera que en una dissolució d'electròlits hom tindrà més partícules que les dissoltes, les quals s'han de tenir en compte per a calcular els mols totals. Per exemple, podem suposar un electròlit binari com el clorur de calci, CaCl₂, el qual assoleix l'equilibri de dissociació en aigua segons la següent equació:
Cada mol de CaCl₂ es dissocia donant un mol de Ca2+ i 2 mols de Cl-. En total, si la dissociació és completa, per a cada mol dissolt se'n formen 3 en dissolució i la propietat col·ligativa augmentaria en tres vegades. En dissolució, per tant, hi ha més partícules que les dissoltes inicialment perquè part d'aquestes s'han dissociat en ions. Tanmateix els electròlits no es dissocien completament, només parcialment, i cal determinar quin és el grau de dissociació per a poder calcular el factor de Van' t Hoff.

### Dissolucions concentrades

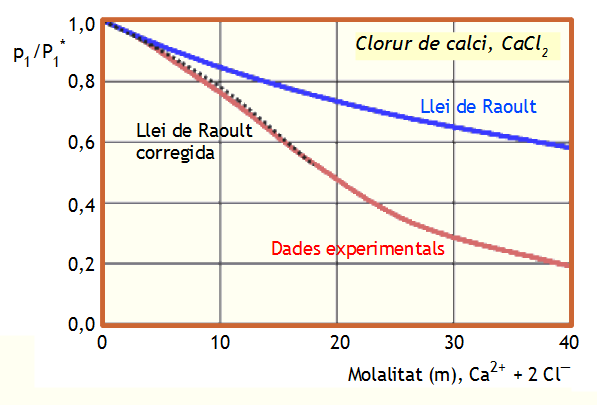
Representació de la relació Pressió de vapor de la dissolució/Pressió de vapor del dissolvent pur, per a diferents concentracions de clorur de calci segons la llei de Raoult, les dades experimentals i la llei de Raoult corregida.

Les equacions que s'ha presentat corresponen al cas de dissolucions diluïdes, és a dir x1 → 1. En el cas de dissolucions més concentrades, el sistema deixa de comportar-se de forma ideal i el descens de la pressió de vapor s'ha de posar en funció de l'activitat del dissolvent:
A la següent taula es tabulen els descensos de la pressió de vapor de dissolucions de diferents electròlits en aigua per a diferents concentracions, expressades en molaritat, a 100 °C. Les pressions s'expressen en mm de Hg (760 mm de Hg = 1013 hPa).
| Descensos de la pressió de vapor, en mm de Hg, de l'aigua a 100 °C |                  |      |      |      |       |       |       |       |       |       |
| Concentració (M)                                                   | Concentració (M) | 0,5  | 1,0  | 2,0  | 3,0   | 4,0   | 5,0   | 6,0   | 8,0   | 10,0  |
| NaCl                                                               | NaCl             | 12,3 | 25,2 | 52,1 | 80,0  | 111,0 | 143,0 | 176,5 |       |       |
| NH₄Cl                                                              | NH₄Cl            | 12,0 | 23,7 | 45,1 | 69,3  | 94,2  | 118,5 | 138,2 | 179,0 | 213,8 |
| CaCl₂                                                              | CaCl₂            | 17,0 | 39,8 | 95,3 | 166,6 | 241,5 | 319,5 |       |       |       |
| KNO₃                                                               | KNO₃             | 10,3 | 21,1 | 40,1 | 57,6  | 74,5  | 88,2  | 102,1 | 126,3 | 148,0 |

### Relació amb altres propietats col·ligatives
Les quatre propietats col·ligatives estan íntimament lligades de manera que, si se'n coneix una d'elles, es poden determinar les altres. Les relacions entre elles es poden obtenir mitjançant consideracions termodinàmiques. Una de les més importants és la que relaciona la pressió osmòtica, Π, amb el descens de la pressió de vapor:
on R és la constant dels gasos; T és la temperatura absoluta; V1 és el volum molar parcial del dissolvent; P1* és la pressió de vapor del dissolvent pur; i p1 és la pressió de vapor del dissolvent en la dissolució.
Aquesta equació és més precisa que l'equació de la pressió osmòtica donada per Van't Hoff i pot emprar-se tant per a dissolucions diluïdes com per a dissolucions concentrades.

## Aplicacions
El descens de la pressió de vapor resultà útil per a la determinació de masses moleculars de soluts sòlids que no poden vaporitzar-se. Tanmateix fou un mètode que deixà d'emprar-se perquè exigeix la determinació de la pressió de vapor amb molta exactitud, fins a la centèsima de mil·límetre de mercuri (mm Hg), la qual cosa és molt difícil d'aconseguir.
La deducció de l'expressió emprada és la següent:
L'aproximació que hom ha fet és perquè el nombre de mols del dissolvent, n1, és molt superior al nombre de mols de solut, n₂, per la qual cosa aquest darrer és negligible sumat a n1.
Posant el nombre de mols en funció de les masses, m1 i m₂, i de les masses molars o moleculars, M1 i M₂, s'obté la massa molar del solut en funció dels descens de la pressió de vapor:

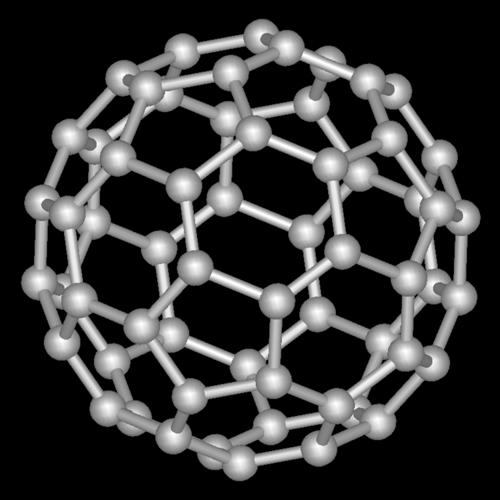
Ful·lerè C_{60}. La seva massa molecular fou determinada mitjançant osmometria de pressió de vapor (VPO) el 1993.

Com que les dissolucions no són exactament ideals i, en general, la pressió de vapor és major que el valor calculat segons la llei de Raoult, la disminució de la pressió de vapor és més petita que la que s'hauria d'esperar i, en conseqüència, la massa molecular del solut obtinguda és major que el real. Aquests inconvenients s'han superat mesurant diferències de temperatura, en lloc de diferències de pressió, amb termistors molt sensibles, ja que ambdues mesures estan relacionades. Els aparells emprats s'anomenen osmòmetres de pressió de vapor i la tècnica osmometria de pressió de vapor (VPO és l'acrònim en anglès). Aquesta tècnica s'empra per a determinar masses molars de polímers de valors fins a uns 20 000 g/mol, mentre que altres tècniques, com ara l'osmometria de membrana que empra mesures de pressió osmòtica, no permet mesurar masses molars menors que 30 000 g/mol.
Una altra aplicació científica del descens de la pressió de vapor és la determinació d'activitats tant de dissolvents com de soluts.
El descens de la pressió de vapor de les dissolucions és un fenomen que té moltes aplicacions en el camp de la medicina. Mitjançant mesures de pressions de vapor dels líquids corporals (sang, orina, limfa…) es poden detectar desviacions de la concentració normal de soluts dins d'ells, que està entre 270 i 290 mmol/kg per a persones sanes. Les causes que donen lloc a desviacions de la concentració normal poden ser traumes, intoxicació per aigües contaminades, desequilibri del balanç de sodi, increment de la concentració de glucosa en la sang degut a diabetis, excés de concentració d'urea a la sang causada per un mal funcionament dels ronyons, etc.
Els aparells emprats per a aquests tipus de determinacions s'anomenen osmòmetres de pressió de vapor i s'empren tant en anàlisis de laboratori, com en el monitoratge de malalts o en el control de qualitat d'injectables, etc. Els volums necessaris de mostra són molt baixos, uns 10 μl (0,010 ml), el temps d'anàlisi oscil·len al voltant d'1 minut, i el marge de concentracions que es poden mesurar està entre 0 i 3 500 mmol/kg. Aquestes característiques fan que el mètode sigui útil per a monitoratges, és a dir, seguiment constant de l'evolució d'un malalt.